# Milena Nikolić
Milena Nikolić (Trebinje, Bosnia y Herzegovina; 6 de julio de 1992) es una futbolista bosnia. Juega como atacante y su equipo actual es el Bayer 04 Leverkusen de la Bundesliga Femenina y forma parte de la selección de fútbol femenino de Bosnia y Herzegovina.

## Carrera
Nikolić comenzó su carrera en el ŽFK Leotar Trebinje, donde jugó en todos los equipos juveniles durante seis años.
Al comienzo de la temporada 2009/10, dejó Bosnia y Herzegovina y fue al montenegrino ŽFK Ekonomist, antes de unirse al ŽFK Mašinac PZP Niš un año después. En Niš jugó durante los siguientes cuatro años y pasó al Spartak Subotica, con quien ganó el campeonato invicto en la Prva Ženska Liga en la temporada 2013/14. También fue la máxima goleadora de la Liga de Campeones Femenina de la UEFA con once goles en la misma temporada, aunque Subotica ya había quedado en los dieciseisavos de final contra el representante ruso WFC Rossiyanka.
El 20 de julio de 2016, dejó al campeón serbio Spartak Subotica y se mudó al equipo de la Bundesliga Femenina de SC Sand.
En 2019, se mudó al Bayer 04 Leverkusen.

## Selección nacional
Nikolić juega para el equipo nacional de fútbol de Bosnia y Herzegovina y participa desde la Clasificación de UEFA para la Copa Mundial Femenina de Fútbol de 2015.

## Palmarés
Spartak Subotica
- Prva Ženska Liga (2): 2013/2014, 2014/2015.